# Landon Cohen
(en) Statistiques sur pro-football-reference
Landon Cohen (né le 3 août 1986 à Spartanburg) est un joueur américain de football américain. Il joue avec les Bills de Buffalo.

## Enfance
Cohen étudie à la Spartanburg High School de sa ville natale et s'illustre au football américain ainsi qu'en athlétisme. Il reçoit les honneurs régionaux en faisant lors de sa dernière année lycéenne 107 tacles, six sacks et vingt-huit pressions sur quarterback.

## Carrière

### Université
Il entre à l'université de l'Ohio et intègre l'équipe de football américain des Bobcats. En 2004, il joue douze matchs avant de devenir titulaire à partir de la saison suivante. En 2006, il débute tous les matchs de la saison et fait quarante tacles. En 2007, il fait cinquante-neuf tacles et 1,5 sacks, un fumble provoqué et deux récupérés.

### Professionnel
Landon Cohen est sélectionné au septième tour du draft de la NFL de 2008 par les Lions de Détroit au 216e choix. Il entre au cours de six matchs lors de sa saison de rookie avant d'en jouer quatorze dont quatre comme titulaire la saison suivante, réalisant vingt-et-un tacles. Le 4 septembre 2010, il n'est pas retenu dans l'équipe de Detroit pour l'ouverture de la saison 2010 et est libéré.
Le lendemain, il signe avec les Jaguars de Jacksonville et joue deux matchs avec cette équipe avant d'être remercié le 9 novembre 2010. Le 22 décembre 2010, il signe avec les Patriots de la Nouvelle-Angleterre où il joue les deux derniers matchs de la saison. Il fait le camp d'entraînement des Patriots en 2011 mais n'est pas retenu dans l'effectif pour la saison 2011. Le 4 septembre, il s'engage avec les Seahawks de Seattle mais est libéré six jours plus tard. Peu de temps après, il revient chez les Patriots de la Nouvelle-Angleterre. Le 27 septembre, il est libéré.

## Palmarès
- Seconde équipe de la Mid-American Conference de la saison 2006 et 2007